# Церковь Михаила Архангела (Губашево)
Церковь Михаила Архангела — православный храм в селе Губашево Николаевского района Ульяновской области. Памятник архитектуры с 1999 года.

## История
В 1910—1912 годах на юго-западной окраине села прихожанами была построена деревянная церковь Михаила Архангела, которая являлась приписной к церкви Михаила Архангела в селе Никитино.
Храм закрыли в 1930-е годы. В советский период здание использовалось как зернохранилище Губашевским сельсоветом. В настоящее время здание храма является бесхозяйным, пустует, постепенно разрушается.
Распоряжением Главы администрации Ульяновской области от 29.07.1999 г. № 959-р церковь Архангела-Михаила в селе Губашево является выявленным объектом культурного наследия (памятником истории и культуры) (православный приходской храм), 1910-е гг.

## Архитектура
Церковь Михаила Архангела расположена на юго-западной окраине села, расположена обособленно, с планировкой села не связана, находится на возвышенности.
Церковь деревянная, рубленная «в обло», снаружи обшитая деревянной доской. Цоколь невысокий из обтесанных известковых камней на цементном растворе. Кровля стропильная, крытая железом. Четверик, завершённый малым восьмериком под луковичным куполом, с трапезной и трёхъярусной колокольней под луковичным куполом. Иконостас, иконы, церковная утварь не сохранились. Внутри можно увидеть останки настенных фресок. Судя по дыркам в стенах, в лике изображенных святых стреляли. Размеры здания — 31 × 9 м.
Церковь Михаила Архангела — образец деревянной архитектуры начала XX века, сочетающей в пределах одной композиции различные приемы псевдорусского стиля с традициями архитектуры русского классицизма, сказавшимися в решении фасадов храма и применении стилизованного дорического фриза.